# Predrag Nikolić
Predrag Nikolić (Šamac, 11 september 1960) is een Bosnisch-Nederlands schaker. In 1983 werd hem door de FIDE de grootmeestertitel (GM) toegekend.
- In 1980 en in 1984 was hij kampioen van Joegoslavië.
Nikolić speelde in een kandidatentoernooi, maar verloor van Boris Gelfand.
- In 1993 vertrok Nikolić uit Sarajevo naar Nederland en vestigde zich in Oegstgeest.
- Hij speelde driemaal in het kampioenschap van Nederland, in 1997 en 1999 veroverde hij de titel.
- In 2004 speelde hij mee om het kampioenschap van Europa dat in Antalya in Turkije gehouden werd. Hier eindigde hij op de tweede plaats, Vasyl Ivantsjoek werd eerste.
- Nikolić eindigde met 11 uit 15 op de eerste plaats in het snelschaaktoernooi in Solingen dat op 11 februari 2005 gespeeld werd.
- Op 15 en 16 oktober 2005 werd in Oostende het city toernooi Cocoon rapidschaak gespeeld dat met 8 uit 9 gewonnen werd door Jevgeni Mirosjnitsjenko. Nikolić eindigde met 7 punten op een gedeelde derde plaats.
- In 1999, 2007, 2008, 2014 en 2019 won Nikolić het Daniël Noteboom-toernooi.
- In 2010 werd Nikolić winnaar van het Leiden Chess Tournament.
- In 2015 won hij met 9½ uit 11 het wereldkampioenschap schaken voor senioren (sectie 50+) in Acqui Terme.[1]

## Externe koppelingen
- (en)   Informatie over schaakpartijen van Predrag Nikolić op ChessGames.com
- (en)   Informatie over schaakpartijen van Predrag Nikolić op 365chess.com
- (en)  FIDE-ratinggegevens voor Predrag Nikolić